# Diócesis de Kiev-Zhitómir
La diócesis de Kiev-Zhitómir (en latín: Dioecesis Kioviensis-Zytomeriensis y en ucraniano: Києво-Житомирська дієцезія) es una circunscripción eclesiástica de la Iglesia católica en Ucrania. Se trata de una diócesis latina, sufragánea de la arquidiócesis de Leópolis. Desde el 30 de abril de 2017 su obispo es Vitalij Kryvyc'kyj, de la Pía Sociedad de San Francisco de Sales.

## Territorio y organización

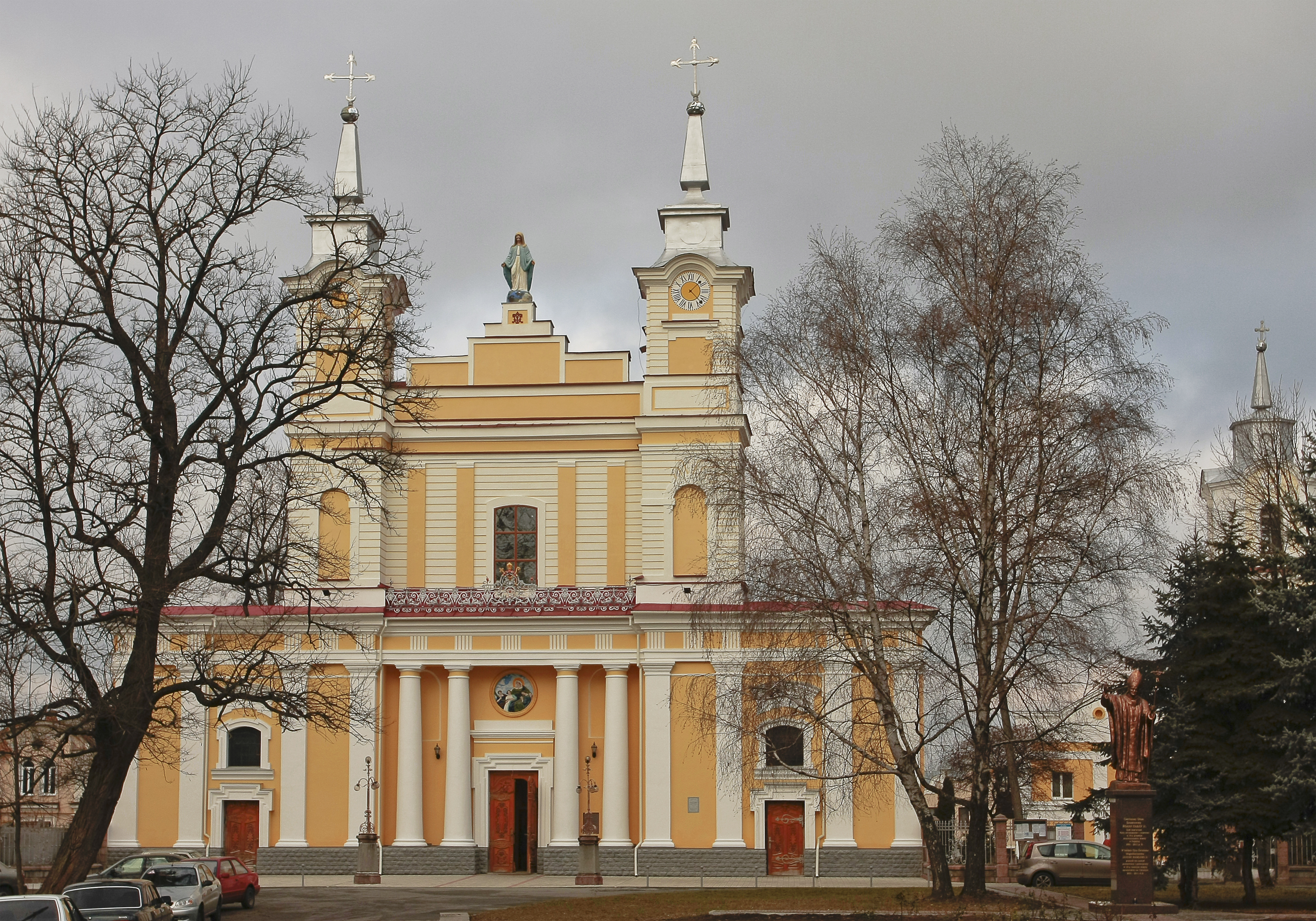
Concatedral de Santa Sofía, en Zhitómir

La diócesis tiene 110 700 km² y extiende su jurisdicción sobre los fieles católicos de rito latino residentes en las óblasts de Cherkasy, Cherníhiv, Kiev y Zhitómir.

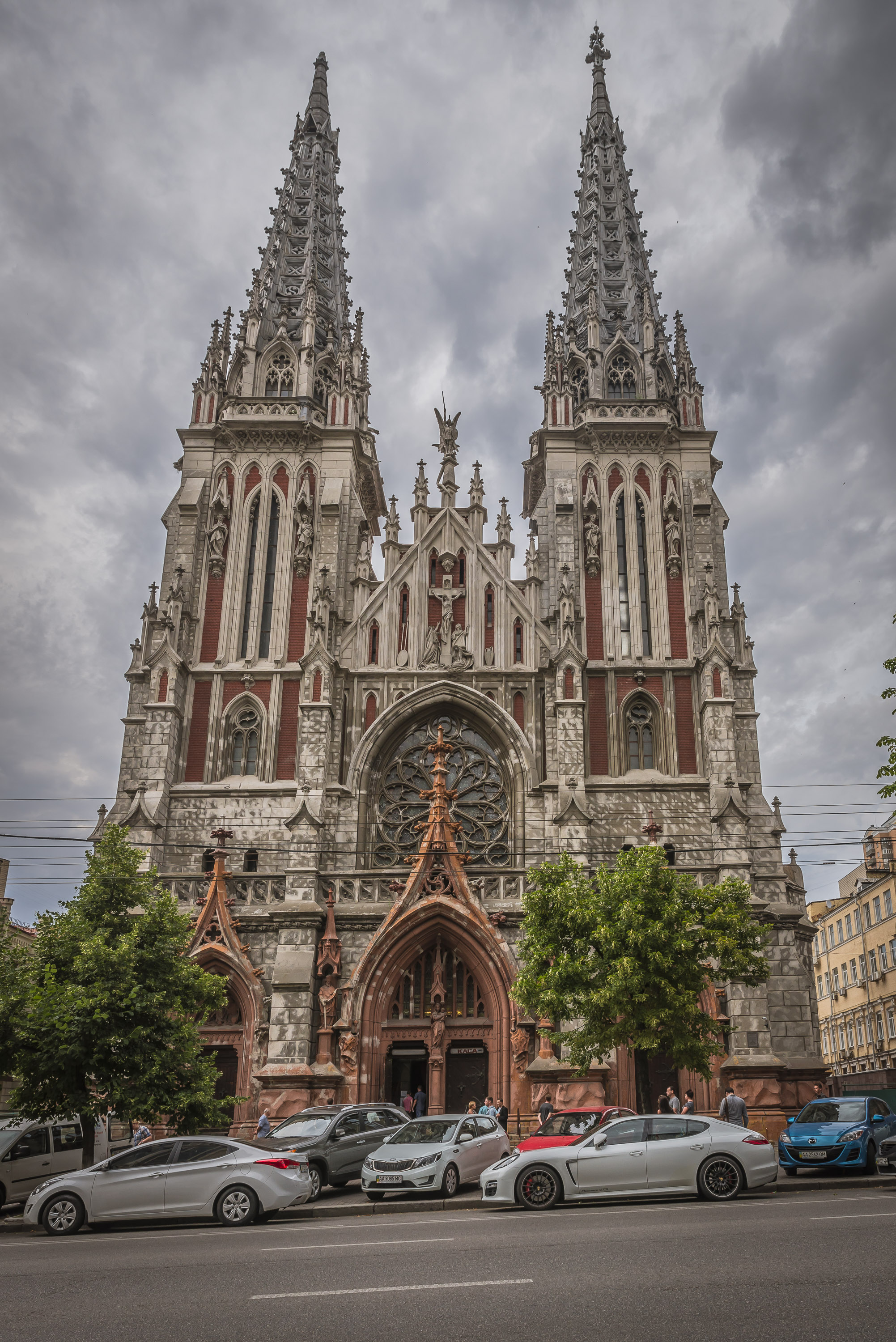
Iglesia de San Nicolás, en Kiev

La sede de la diócesis se encuentra en la ciudad de Zhitómir, en donde se halla la Concatedral de Santa Sofía. En Kiev se encuentra la Catedral de San Alejandro, que fue concatedral hasta el 6 de junio de 2021, y la iglesia de San Nicolás. En Berdýchiv se halla la basílica de Nuestra Señora del Santo Escapulario.

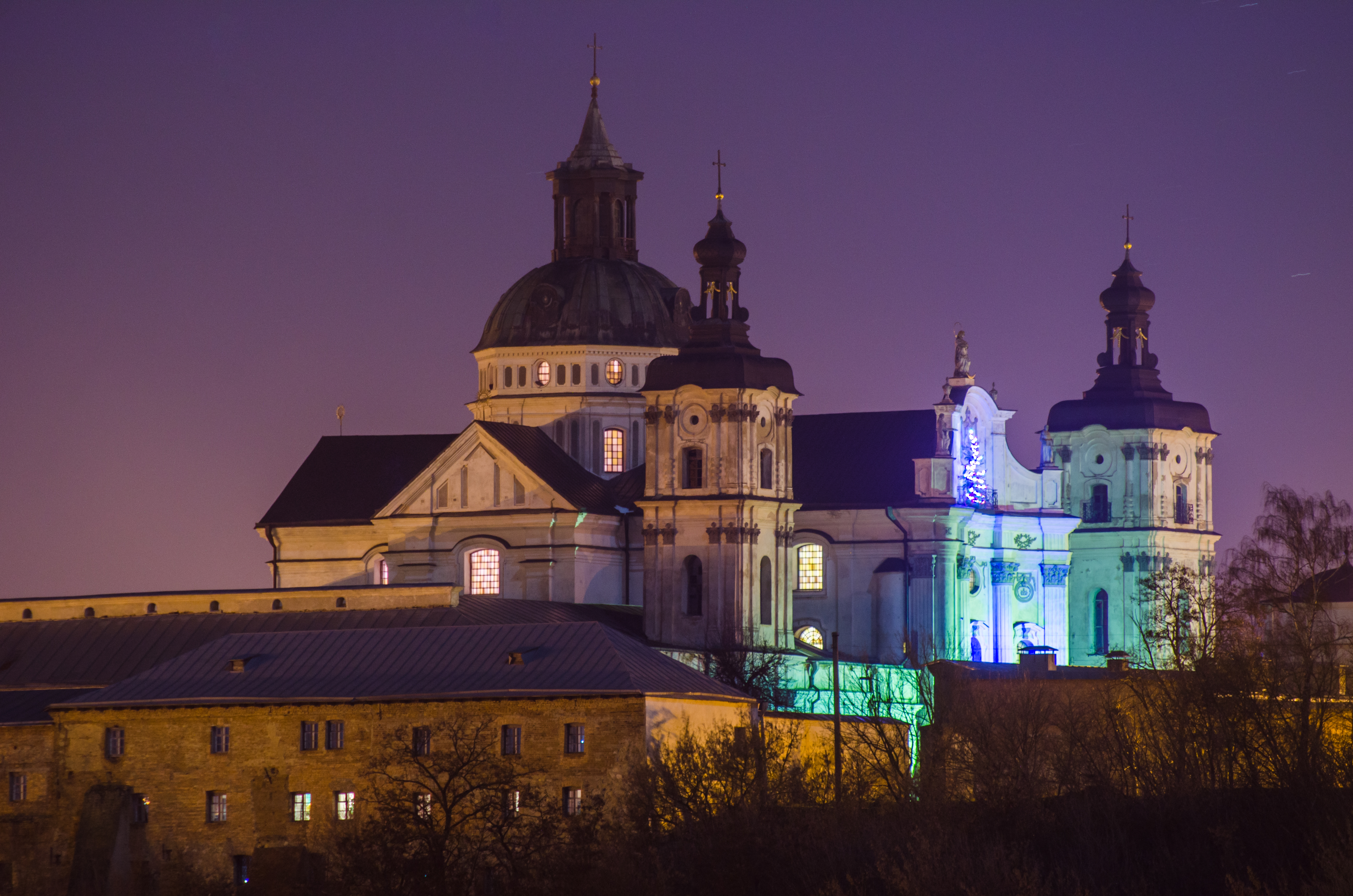
Monasterio, santuario y basílica de Nuestra Señora del Santo Escapulario, en Berdýchiv

En 2023 en la diócesis existían 147 parroquias.

## Historia

### Antecedentes

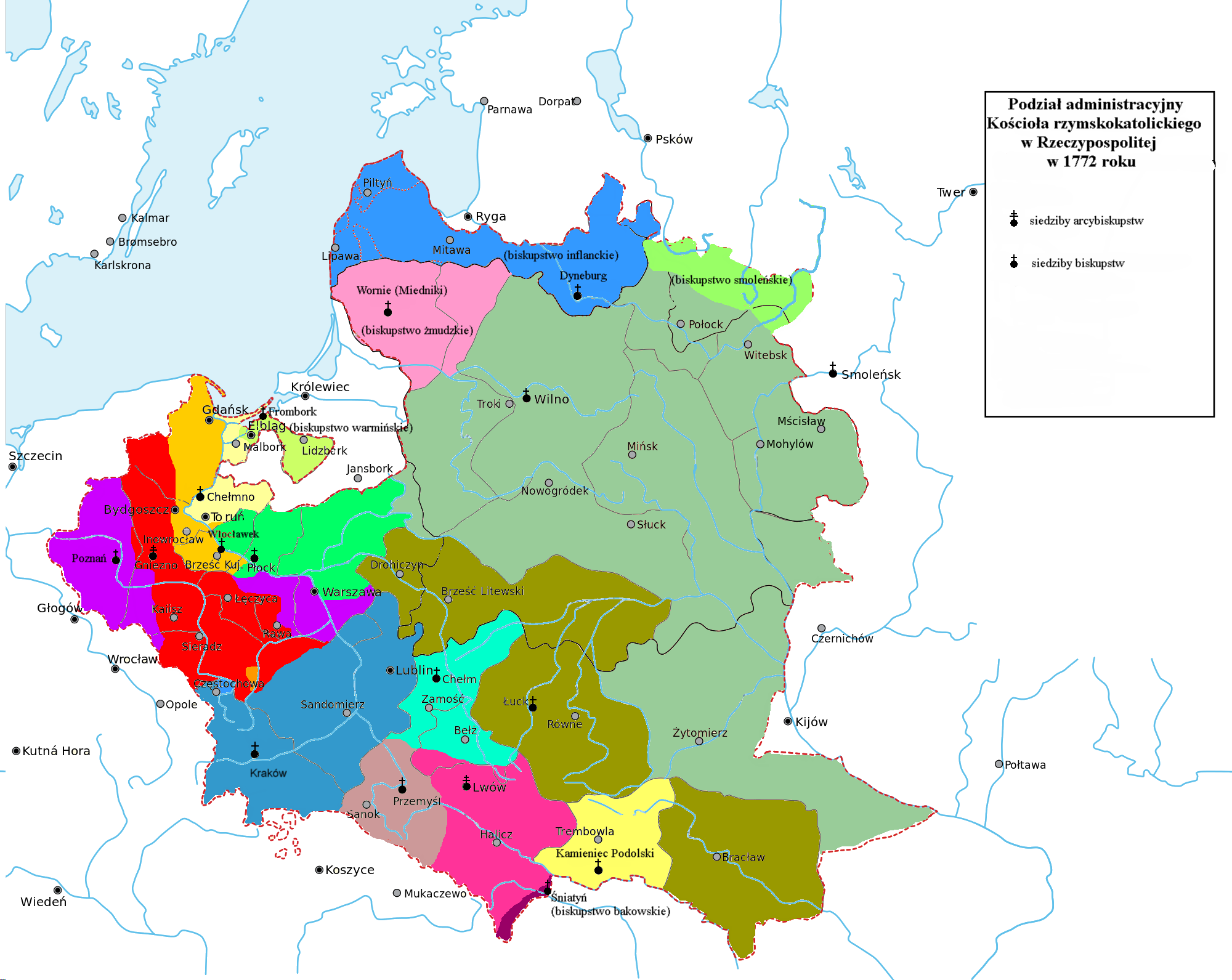
Mapa de las diócesis de rito latino de la República de las Dos Naciones en 1772

La presencia de obispos latinos misioneros en Kiev está atestiguada desde el siglo X, pero la diócesis de Kiev fue erigida en 1397 como sufragánea de la arquidiócesis de Leópolis por los reyes polacos.
En 1657 Kiev fue anexada al Zarato ruso y la diócesis se limitó a las áreas de la región de Kiev en el lado derecho del río Dnieper.
El obispo Samuel Jan Ożga trasladó definitivamente la sede a Zhitómir en 1724, y en 1726 el cabildo catedralicio, para lo cual recibió la confirmación de la Santa Sede el 15 de septiembre de 1743. Ożga construyó en madera la concatedral de Santa Sofía en Zhitómir y, cuando se incendió, comenzó la construcción de una iglesia de ladrillo (con el mismo nombre), que fue consagrada en 1745. Ożga reorganizó el colegio de canónigos, que a partir de entonces llegó a incluir dieciséis clérigos (incluidos nueve prelados), y obtuvo privilegios especiales para él en Roma. Fundó también un colegio de vicarios en la concatedral y, por último, reorganizó las estructuras administrativas de la diócesis: dividió su territorio dentro de las fronteras de la Mancomunidad de Polonia-Lituania en tres decanatos (Fastów, Owruch, Zhitómir) y multiplicó el número de parroquias, a las que también les designó límites permanentes. En 1773, tras la primera partición de Polonia, la diócesis se encontró dividida en dos. En 1778 el área fue anexada por Rusia y la diócesis de Kiev fue abolida de hecho. Tras la tercera partición de Polonia, en 1795, terminó la Confederación Polaco-Lituana y desde esta fecha toda la diócesis se encontró en el Imperio ruso.

### Diócesis de Lutsk y Zhitómir
Mediante la bula Maximis undique pressi del 16 de octubre de 1798, el papa Pío VI reorganizó las antiguas diócesis polacas entonces en territorio ruso, pero a petición de las autoridades rusas, la sede se transfirió a Zhitómir para evitar que un obispo católico disputase la sede de Kiev al obispo ortodoxo. El resto de la diócesis, con sede en Zhitómir, se unió aeque principaliter a la diócesis de Lutsk; al mismo tiempo, se suprimió el título Kioven(sis), reemplazado por el de Zytomerien(sis), y las dos diócesis unidas: la diócesis de Lutsk y Zhitómir, se hicieron sufragáneas de la arquidiócesis de Maguilov.
Tras el concordato estipulado entre la Santa Sede y el gobierno ruso en 1847, el 3 de agosto de 1848, mediante la bula Universalis Ecclesiae del papa Pío IX, se revisaron los límites de las diócesis rusas para adaptarlas a las gobernaciones imperiales. La diócesis unidas de Lutsk y Zhitómir incluían las gobernaciones de Volinia y Kiev respectivamente. Kiev volvió así a formar parte de la diócesis de Zhitómir.
Después de la derrota del levantamiento polaco de 1861-1864, el zar Alejandro I decidió abolir la diócesis de Kamianets por decreto de 5 de junio de 1866 y formar la diócesis de Lutsk, Zhitómir y Kamianets-Podilskyi. Desde entonces y hasta 1918 los obispos de Lutsk y Zhitómir tuvieron la administración de la diócesis de Kamianets.
En 1910 la diócesis de Zhitómir incluía 8 decanatos y 68 parroquias.
Al final de la Primera Guerra Mundial, el Tratado de Versalles y tras la Paz de Riga en 1921, las sedes de Lutsk y Zhitómir quedaron divididas por la nueva frontera estatal, la primera en la nación polaca restaurada y la segunda en la Unión Soviética. Mediante la bula Vixdum Poloniae del 28 de octubre de 1925 el papa Pío XI disolvió la unión entre las dos diócesis. Tres decanatos de la diócesis de Lutsk permanecieron en territorio soviético y se unieron a la diócesis de Zhitómir. El 22 de septiembre de 1918 la diócesis de Lutsk, Zhitómir y Kamianets-Podilskyi se dividió en dos partes recreando la diócesis de Kamianets-Podilskyi. La diócesis de Zhitómir fue luego sometida a represión. Teofil Skalsky, que había estado desempeñando las funciones de administrador apostólico de Zhitómir desde 1926, fue arrestado en 1930 y exiliado a Polonia dos años más tarde, después de lo cual la diócesis de Zhitómir dejó de existir de hecho en Unión Soviética y hasta 1991 ya no fue posible nombrar un obispo.
Con el fin del régimen soviético y el nacimiento de la república independiente de Ucrania, el papa Juan Pablo II decidió restaurar las diócesis ubicadas en Ucrania el 16 de enero de 1991. Nombró un nuevo obispo para la diócesis de Zhitómir, Jan Purwinski. Los límites de la diócesis de Zhitómir se ampliaron hacia el este, para incluir todos los territorios ucranianos de la arquidiócesis de Maguilov, incluida la ciudad de Kiev. Al mismo tiempo, la diócesis pasó a formar parte de la provincia eclesiástica de la arquidiócesis de Leópolis.

### Diócesis de Kiev-Zhitómir
El 25 de noviembre de 1998, dos siglos después de su supresión, se restauró el título de Kioven(sis) y la diócesis tomó su nombre actual.
El 4 de mayo de 2002 cedió una parte de su territorio para la erección de la diócesis de Járkov-Zaporiyia mediante la bula Ad plenius prospiciendum del papa Juan Pablo II.

## Estadísticas
Según el Anuario Pontificio 2024 la diócesis tenía a fines de 2023 un total de 216 810 fieles bautizados.
| Año                                                                             | Población            | Población  | Población      | Sacerdotes | Sacerdotes    | Sacerdotes    | Bautizados por sacerdote | Diáconos permanentes | Religiosos | Religiosos | Parroquias |
| Año                                                                             | Bautizados católicos | Total      | % de católicos | Total      | Clero secular | Clero regular | Bautizados por sacerdote | Diáconos permanentes | Varones    | Mujeres    | Parroquias |
| ------------------------------------------------------------------------------- | -------------------- | ---------- | -------------- | ---------- | ------------- | ------------- | ------------------------ | -------------------- | ---------- | ---------- | ---------- |
| 1999                                                                            | 300 000              | 18 295 300 | 1.6            | 94         | 30            | 64            | 3191                     |                      | 89         | 116        | 130        |
| 2000                                                                            | 300 000              | 17 407 500 | 1.7            | 100        | 36            | 64            | 3000                     |                      | 90         | 126        | 135        |
| 2001                                                                            | 300 000              | 17 407 500 | 1.7            | 108        | 36            | 72            | 2777                     |                      | 97         | 148        | 148        |
| 2002                                                                            | 300 000              | 17 407 500 | 1.7            | 111        | 37            | 74            | 2702                     |                      | 101        | 154        | 157        |
| 2003                                                                            | 270 000              | 8 688 000  | 3.1            | 104        | 39            | 65            | 2596                     |                      | 86         | 137        | 146        |
| 2004                                                                            | 270 000              | 8 688 000  | 3.1            | 107        | 35            | 72            | 2523                     |                      | 93         | 145        | 149        |
| 2009                                                                            | 250 000              | 8 164 354  | 3.1            | 130        | 41            | 89            | 1923                     | 1                    | 99         | 167        | 154        |
| 2013                                                                            | 220 000              | 8 181 778  | 2.7            | 151        | 55            | 96            | 1456                     | 1                    | 108        | 165        | 161        |
| 2016                                                                            | 219 200              | 8 165 300  | 2.7            | 165        | 62            | 103           | 1328                     |                      | 128        | 190        | 166        |
| 2019                                                                            | 217 000              | 8 085 000  | 2.7            | 158        | 64            | 94            | 1373                     |                      | 108        | 170        | 166        |
| 2021                                                                            | 217 370              | 8 099 000  | 2.7            | 151        | 61            | 90            | 1439                     |                      | 96         | 165        | 166        |
| 2023                                                                            | 216 810              | 8 108 365  | 2.7            | 157        | 67            | 90            | 1380                     |                      | 97         | 166        | 147        |
| Fuente: Catholic-Hierarchy, que a su vez toma los datos del Anuario Pontificio. |                      |            |                |            |               |               |                          |                      |            |            |            |

## Episcopologio

### Diócesis de Lutsk y Zhitómir
- Sede unida a Lutsk (1798-1925)

### Diócesis de Zhitómir
- Sede vacante (1925-1991)

- Jan Purwiński † (16 de enero de 1991-25 de noviembre de 1998 sede renombrada Kiev-Zhitómir)

### Diócesis de Kiev-Zhitómir
- Jan Purwiński † (25 de noviembre de 1998-15 de junio de 2011 retirado)
- Petro Herkulan Mal'čuk, O.F.M. † (15 de junio de 2011-27 de mayo de 2016 falleció)[nota 4]
- Vitalij Kryvyc'kyj, S.D.B., desde el 30 de abril de 2017